# Rodd vid olympiska sommarspelen 1904
Vid olympiska sommarspelen 1904 avgjordes fem grenar i rodd och tävlingarna hölls mellan 29 och 30 juli 1904 på Creve Coeur Lake. Antalet deltagare var fyrtiofyra tävlande från två länder.

## Medaljfördelning
| Pl. | Nation | Guld | Silver | Brons | Totalt |
| --- | ------ | ---- | ------ | ----- | ------ |
| 1   | USA    | 5    | 4      | 4     | 13     |
| 2   | Kanada | 0    | 1      | 0     | 1      |

## Medaljörer

### Herrar
| Gren                          | Guld | Silver | Brons                                                         |
| Singelsculler Detaljer...     | Frank Greer · USA | James Juvenal · USA | Constance Titus · USA                                         |
| Dubbelsculler Detaljer...     | USA · John Mulcahy · William Varley | USA · Jamie McLoughlin · John Hoben | USA · Joseph Ravannack · John Wells                           |
| Tvåa utan styrman Detaljer... | USA · Robert Farnan · Joseph Ryan | USA · John Mulcahy · William Varley | USA · John Joachim · Joseph Buerger                           |
| Fyra utan styrman Detaljer... | USA · Arthur Stockhoff · August Erker · George Dietz · Albert Nasse                                                                                    | USA · Frederck Suerig · Martin Formanack · Charles Aman · Michael Begley                                                                                        | USA · Gustav Voerg · John Freitag · Lou Heim · Frank Dummerth |
| Åtta med styrman Detaljer...  | USA · Frederick Cresser · Michael Gleason · Frank Schell · James Flanagan · Charles Armstrong · Harry Lott · Joseph Dempsey · John Exley · Louis Abell | Kanada · Arthur Bailey · William Rice · George Reiffenstein · Phil Boyd · George Strange · William Wadsworth · Donald MacKenzie · Joseph Wright · Thomas Loudon | Ingen                                                         |

## Deltagande nationer
Totalt deltog fyrtiofyra roddare från två länder vid de olympiska spelen 1904 i Saint Louis.
|                         |  |  |
| - Kanada (9) - USA (35) |  |  |